# Pseudione confusa
Pseudione confusa là một loài chân đều trong họ Bopyridae. Loài này được Norman miêu tả khoa học năm 1886.